# Henri Bergerioux
Eugène Henri Bergerioux (* 29. Oktober 1907 in Paris; † 10. Januar 2002 in Figanières) war ein französischer Radrennfahrer.

## Sportliche Laufbahn
Bergerioux war im Straßenradsport aktiv. 1922 bestritt er seine ersten Radrennen für den Verein „CV Dionysien“. Als Amateur wurde er 1925 und 1926 Vizemeister in der Mannschaftsmeisterschaft. 1929 und 1930 gewann er nationalen Titel mit der Mannschaft. 1930 gewann er die nationale Meisterschaft im Straßenrennen der Amateure vor René Le Grevès sowie das Eintagesrennen Paris–Rouen.
Von 1931 bis 1939 war er Berufsfahrer. 1931 gewann er das Eintagesrennen Paris–Hénin Liétard sowie eine Etappe in der Tour de l’Ouest, 1932 den Grand Prix de Thizy und Paris–Melun, 1936 Circuit de la Vienne und die Tour de Corrèze, 1938 den Circuit du Bourbonnais und die Tour de Corrèze.
Zweite Plätze holte er 1931 in der Tour du Vaucluse hinter Maxime Calamel, 1932 bei Paris–Argentan, 1933 im Circuit du Bourbonnais, 1936 im Circuit de la Chalosse und 1939 im Circuit de la Vienne.

## Familiäres
Sein Vater Auguste Bergerioux war ebenfalls Radrennfahrer und Teilnehmer der Tour de France 1912.